# Cryptodromia pentagonalis
Cryptodromia pentagonalis is een krabbensoort uit de familie van de Dromiidae. De wetenschappelijke naam van de soort is voor het eerst geldig gepubliceerd in 1879 door Hilgendorf.